# Hospital Virgen de la Bella
El Hospital Virgen de la Bella es un hospital privado perteneciente actualmente al Grupo Pascual ubicado en la ciudad española de Lepe, provincia de Huelva. Mantiene un concierto con el Servicio Andaluz de Salud desde marzo de 2021 y su denominación hace referencia a la Virgen de la Bella, patrona de Lepe.

## Historia
El hospital fue planeado en 2000 y su construcción finalizó en 2002. Se anunció su futuro concierto con el Servicio Andaluz de Salud (SAS), que no se produjo al finalizar las obras, y permaneció cerrado hasta 2017.
El centro abrió como hospital privado en 2017 a iniciativa del Grupo Pascual, propietario de las instalaciones. Ello implicaba la necesidad de tener contratado un seguro médico privado o asumir el coste de la asistencia para poder ser atendido en él. En febrero de 2018 la empresa gestora anunció que atendería a los pacientes del SAS aun careciendo de concierto, lo que provocó las quejas de la Junta de Andalucía, gobernada por el PSOE-A y su anuncio de que no concertaría el hospital, al que más tarde sumó la amenaza de sanción económica y el cierre del centro. La sanción fue impuesta en marzo de 2019 y recurrida por la empresa, que logró su revocación en mayo de 2020 por no poderse acreditar que la asistencia gratuita prestada a los pacientes era "en calidad de usuarios del SAS".
En marzo de 2021, la Junta de Andalucía anunció el concierto del hospital durante tres meses por un coste de 2,8 millones de euros, prorrogables mientras se construyen los accesos al CHARE de Lepe.